# Oleksandr Kalonov
Oleksandr Kalonov (Leopoli, 13 ottobre 1991) è un imprenditore e arbitro di calcio italiano.

## Biografia
Fondatore del portale Faktorist, il più grande marketplace B2B Ucraino. Membro del Comitato Imprenditori Italiani presso l'Ambasciata d'Italia di Kiev. Arbitro di Calcio nella Premier Liha Ucraina.

## Attività imprenditoriale

### OK Factory
Fondatore nel 2014 e direttore fino a fine 2017 della società di consulenza specializzata nell'informatica, attiva principalmente nei mercato europeo.

#### Coworking a Leopoli
Fondato nel 2015, il Coworking di OK Factory a Leopoli, nel 2018 vince il "Members' Choice Award 2018" dal portale di riferimento Coworker.com.

### 2017 - 2019 Ernest Airlines
Agenzia viaggi specializzata nei viaggi in Italia in collaborazione con Ernest Airlines di cui Oleksandr è Ambassador.

### 2020 - 2022 Lviv Sewing Factory
Dal marzo 2020, Amministratore Delegato della Fabbrica di Abbigliamento di Leopoli (Lviv Sewing Factory) che collabora con varie realtà Italiane.

### 2022: BRAVE Coworking
Nel 2022 durante l'Invasione russa dell'Ucraina del 2022 trasferisce il coworking in una nuova location, fornendola di generatore di energia alternativa, connessione Starlink e allestendo posti di lavoro anche in un rifugio antiaereo adiacente permettendo alla sua azienda e ad altre decine di specialisti di lavorare senza interruzioni ed altri disagi dovuti ad allarmi attacco aereo, blackout e mancanza di connessione internet. Ha preso il nome BRAVE dalla nota campagna di comunicazione del governo Ucraino "Be brave like Ukraine" (Sii coraggioso come l'Ucraina).  

### 2022: Faktorist
In seguito all'Invasione russa dell'Ucraina del 2022 OK Factory diventa la più grande piattaforma B2B per i produttori Ucraini per favorire le esportazioni e stimolare l'economia del paese: Faktorist.com.  

## Attività Sportiva

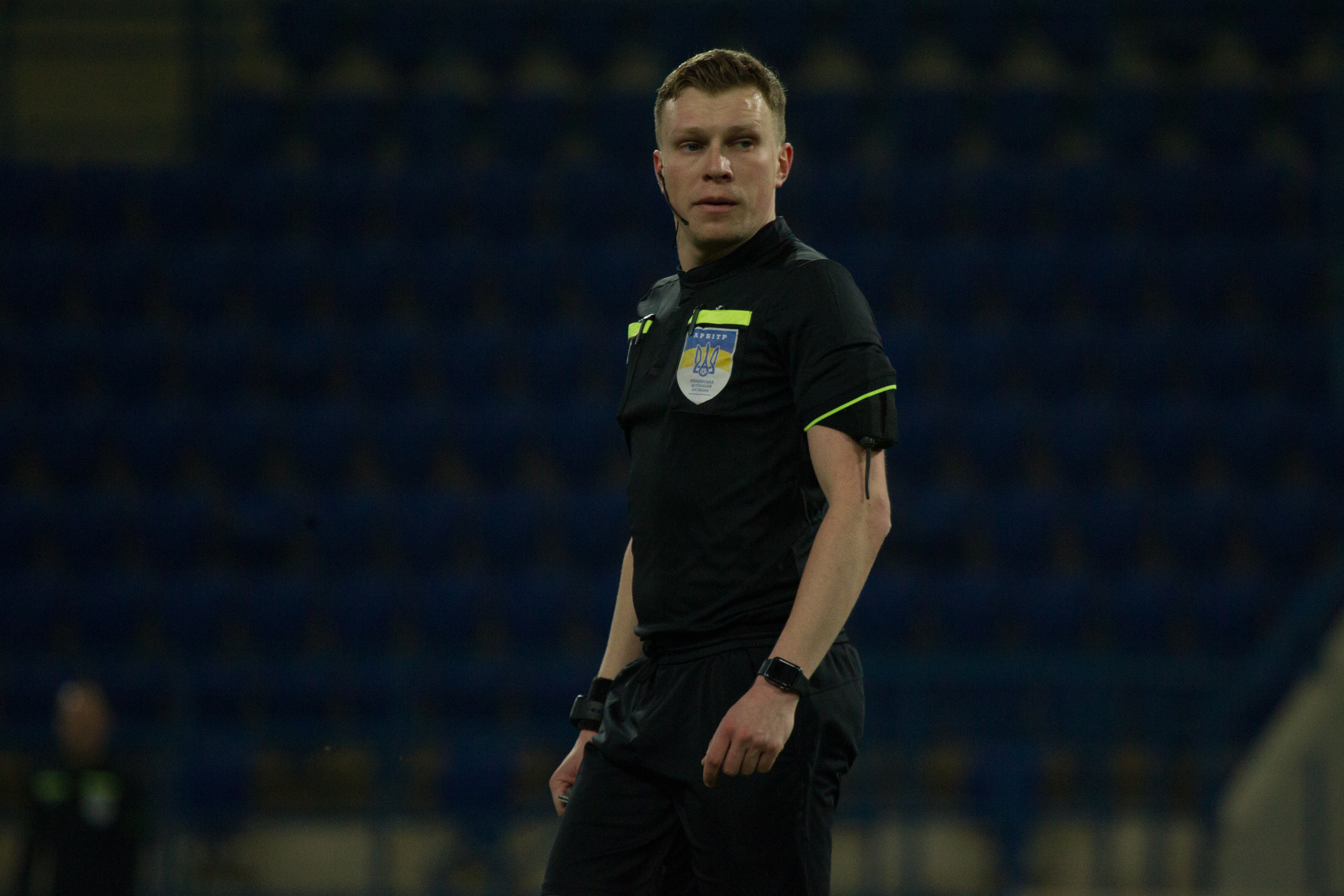
Oleksandr Kalonov alla Metalist Arena nel 2021

### Arbitro di calcio
Dal 2007 iscritto alla Sezione A.I.A. di Padova inizia l'attività a 15 anni.
Nel 2010 dopo essersi distinto particolarmente per meriti tecnici come miglior giovane arbitro viene promosso al C.R.A. dove rientrando tra i migliori dieci arbitri viene promosso alla C.A.I nel 2013.
Da gennaio 2014 trasferitosi per motivi di lavoro in Ucraina è inserito nell'organico di Seconda Lega Ucraina della FFU sotto la guida di Pierluigi Collina.
Nel 2017 vince il premio come miglior giovane arbitro della Federazione Calcio di Lviv.
Dalla stagione sportiva 2017-2018 a 25 anni, è a disposizione del campionato di Prima Lega Ucraina dove dirige 17 incontri al primo anno.
Nella stagione 2022-2023 con il nuovo responsabile degli Arbitri Ucraini Nicola Rizzoli, fa la sua prima apparenza nella Premier Liga Ucraina.

### Altra attività
Nel 2012 ha lavorato per il comitato organizzatore locale UEFA durante il Campionato europeo di calcio nell'organizzazione logistica e dei trasporti degli ospiti VIP.

Dal 2023 diventa Ambasciatore per la pace ed il fair play di Referee Abroad, un'organizzazione che si occupa di scambi internazionali tra arbitri in tutto il mondo.

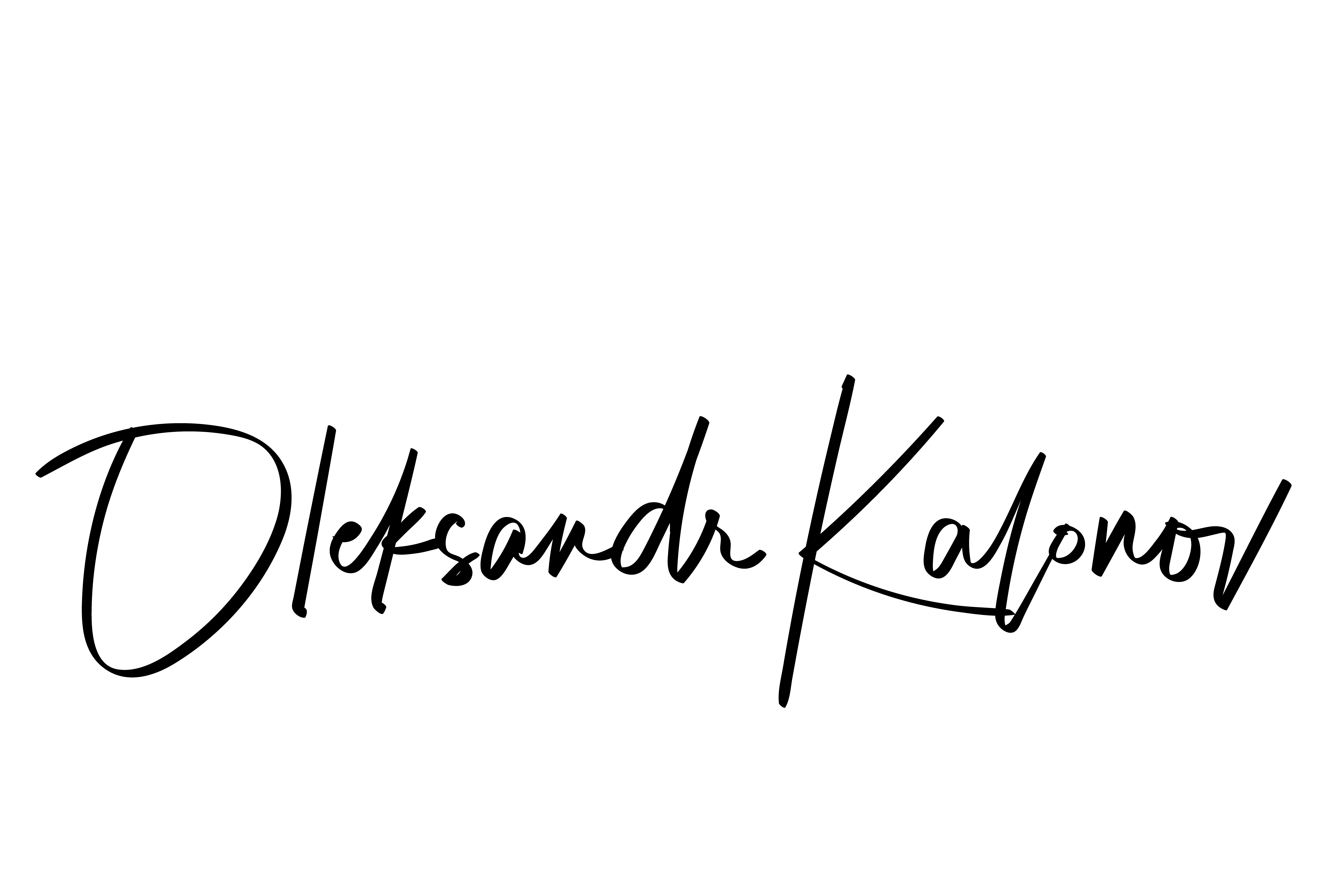

## Curiosità
Il bisnonno Andrej Grigor'evič Kalënov è stato un noto militare, Eroe dell'Unione Sovietica.
Oltre alla madrelingua Ucraina, parla Inglese, Italiano, Spagnolo, Russo e Portoghese.
Hobby: Architettura, arte, musica, viaggi.